# Macarena (Sevilla)
Macarena is een van de wijken van de Spaanse stad Sevilla. Macarena ligt ten noorden van het historische centrum. De gelijknamige stadspoort bevindt zich aan de noordelijke ringweg van Sevilla, net als de restanten van de stadsmuur. In de Basiliek van de Macarena (Basílica de La Macarena) bevindt zich de Esperanza Macarena.

## Buurten
- Santa María de Ordas-San Nicolás
- Pío XII, La Barzola
- El Carmen
- Cruz Roja-Capuchinos
- Villegas
- Santas Justa y Rufina-Parque Miraflores
- Los Príncipes-La Fontanilla
- Begoña-Santa Catalina
- Polígono Norte
- La Paz-Las Golondrinas
- La Palmilla-Doctor Marañón
- Hermandades-La Carrasca
- Macarena
- Huertas-Macarena
- El Torrejón
- El Cerezo
- Doctor Barraquer-Grupo Renfe-Policlínico
- Retiro Obrero
- Cisneo Alto-Santa María de Gracia
- Campos de Soria
- León XIII-Los Naranjos
- El Rocío
- Pino Flores
- Las Avenidas